# Segling vid olympiska sommarspelen 2016
Segling vid olympiska sommarspelen 2016 arrangerades vid Marina da Glória i Baía de Guanabara, Brasilien, mellan den 5 och 21 augusti 2016. Totalt tio grenar fanns på programmet.

## Medaljsammanfattning
| Gren                              | Guld                                              | Silver                                     | Brons                                          |
| Damernas RS:X Detaljer...         | Charline Picon Frankrike                          | Chen Peina Kina                            | Stefania Elfutina Ryssland                     |
| Damernas Laser Radial Detaljer... | Marit Bouwmeester Nederländerna                   | Annalise Murphy Irland                     | Anne-Marie Rindom Danmark                      |
| Damernas 470 Detaljer...          | Hannah Mills, Saskia Clark Storbritannien         | Jo Aleh, Olivia Powrie Nya Zeeland         | Camille Lecointre, Hélène Defrance Frankrike   |
| Damernas 49er FX Detaljer...      | Martine Grael, Kahena Kunze Brasilien             | Alex Maloney, Molly Meech Nya Zeeland      | Jena Mai Hansen, Katja Salskov-Iversen Danmark |
| Herrarnas RS:X Detaljer...        | Dorian van Rijsselberghe Nederländerna            | Nick Dempsey Storbritannien                | Pierre Le Coq Frankrike                        |
| Herrarnas Laser Detaljer...       | Tom Burton Australien                             | Tonči Stipanović Kroatien                  | Sam Meech Nya Zeeland                          |
| Herrarnas 470 Detaljer...         | Šime Fantela, Igor Marenić Kroatien               | Mathew Belcher, William Ryan Australien    | Panagiotis Mantis, Pavlos Kagialis Grekland    |
| Herrarnas 49er Detaljer...        | Peter Burling, Blair Tuke Nya Zeeland             | Nathan Outteridge, Iain Jensen Australien  | Erik Heil, Thomas Plößel Tyskland              |
| Herrarnas Finnjolle Detaljer...   | Giles Scott Storbritannien                        | Vasilij Žbogar Slovenien                   | Caleb Paine USA                                |
| Mixat Nacra 17 Detaljer...        | Santiago Lange, Cecilia Carranza Saroli Argentina | Jason Waterhouse, Lisa Darmanin Australien | Thomas Zajac, Tanja Frank Österrike            |

Denna tabell: visa • redigera

## Medaljtabell
| Pl.    | Nation         | Guld | Silver | Brons | Totalt |
| ------ | -------------- | ---- | ------ | ----- | ------ |
| 1      | Storbritannien | 2    | 1      | 0     | 3      |
| 2      | Nederländerna  | 2    | 0      | 0     | 2      |
| 3      | Australien     | 1    | 3      | 0     | 4      |
| 4      | Nya Zeeland    | 1    | 2      | 1     | 4      |
| 5      | Kroatien       | 1    | 1      | 0     | 2      |
| 6      | Frankrike      | 1    | 0      | 2     | 3      |
| 7      | Argentina      | 1    | 0      | 0     | 1      |
| 7      | Brasilien      | 1    | 0      | 0     | 1      |
| 9      | Kina           | 0    | 1      | 0     | 1      |
| 9      | Irland         | 0    | 1      | 0     | 1      |
| 9      | Slovenien      | 0    | 1      | 0     | 1      |
| 12     | Danmark        | 0    | 0      | 2     | 2      |
| 13     | Österrike      | 0    | 0      | 1     | 1      |
| 13     | Tyskland       | 0    | 0      | 1     | 1      |
| 13     | Grekland       | 0    | 0      | 1     | 1      |
| 13     | Ryssland       | 0    | 0      | 1     | 1      |
| 13     | USA            | 0    | 0      | 1     | 1      |
| Totalt | Totalt         | 10   | 10     | 10    | 30     |

### Fotnoter
1. ↑  ”Rio 2016: Segling”. Rio 2016. Arkiverad från originalet den 15 november 2015. https://web.archive.org/web/20151115033636/http://www.rio2016.com/en/sailing. Läst 31 januari 2015.
2. ↑  Sailing RS:X Women (engelska)
3. ↑  Sailing Laser Radial Women (engelska)
4. ↑  Sailing 470 Women (engelska)
5. ↑  Sailing 49er FX Women (engelska)
6. ↑  Sailing RS:X Men (engelska)
7. ↑  Sailing Laser Men (engelska)
8. ↑  Sailing 470 Men (engelska)
9. ↑  Sailing 49er Men (engelska)
10. ↑  Sailing Finn Men (engelska)
11. ↑  Sailing Nacra 17 Mixed (engelska)